# Neewiller-près-Lauterbourg
Neewiller-près-Lauterbourg (Duits: Nehweiler bei Lauterburg) is een gemeente in het Franse departement Bas-Rhin (regio Grand Est) en telt 623 inwoners (1999).
De gemeente maakt deel uit van het kanton Wissembourg in het Haguenau-Wissembourg. Voor 1 januari 2015 was het deel van het kanton Lauterbourg en het arrondissement Wissembourg, die toen beide werd opgeheven.

## Geografie
De oppervlakte van Neewiller-près-Lauterbourg bedraagt 7,3 km², de bevolkingsdichtheid is 85,3 inwoners per km².
De onderstaande kaart toont de ligging van Neewiller-près-Lauterbourg met de belangrijkste infrastructuur en aangrenzende gemeenten.

## Demografie
Onderstaande figuur toont het verloop van het inwonertal (bron: INSEE-tellingen).